# Župnija Breznica
Župnija Breznica je rimskokatoliška teritorialna župnija Dekanije Radovljica Nadškofije Ljubljana. Zavetnica župnije je Žalostna Mati Božja. Od 1. avgusta 2022 je brezniški župnik Gašper Mauko.

## Zgodovina
Župnija je bila ustanovljena leta 1821. Župnijsko cerkev Žalostne Matere Božje na Breznici je 28. avgusta 1821 posvetil ljubljanski škof Avguštin Gruber. Pred tem je bila župnijska cerkev cerkev sv. Klemna na Rodinah.
Iz Župnije Breznica prihajata tudi dva nekdanja ljubljanska škofa Janez Zlatoust Pogačar (1875-1884) in Anton Vovk (1959-1963). Poleg njiju se Župnija Breznica ponaša še z množico pomembnih Slovencev, ki izvirajo iz krajev župnije, kot npr. dr. France Prešeren, največji slovenski pesnik, Matija Čop, jezikoslovec, književni kritik in literarni zgodovinar, Janez Jalen, pisatelj in duhovnik, Fran Saleški Finžgar, pisatelj in duhovnik, Tomo Zupan, literarni zgodovinar, prešernoslovec, pesnik, pisatelj in duhovnik, Anton Janša, slikar in čebelar, Luka Knafelj, mecen, Boštjan Noč, predsednik Čebelarske zveze Slovenije, Andrej Osterman, generalmajor in nekdanji načelnik Generalštaba slovenske vojske, Janez Bernik, slikar in akademik, in drugi.

## Sakralni objekti
| #  | Slika                     | Cerkev                                          | Naselje            |
| -- | ------------------------- | ----------------------------------------------- | ------------------ |
| 1. | Klikni za spremembo slike | Cerkev Žalostne Matere Božje (župnijska cerkev) | Breznica           |
| 2. | Klikni za spremembo slike | Cerkev sv. Florijana                            | Studenčice         |
| 3. | Klikni za spremembo slike | Cerkev sv. Kancijana                            | Selo pri Žirovnici |
| 4. | Klikni za spremembo slike | Cerkev sv. Klemna                               | Rodine             |
| 5. | Klikni za spremembo slike | Cerkev sv. Lovrenca                             | Zabreznica         |
| 6. | Klikni za spremembo slike | Cerkev sv. Marka                                | Vrba               |
| 7. | Klikni za spremembo slike | Cerkev sv. Martina                              | Moste              |
| 8. | Klikni za spremembo slike | Cerkev sv. Radegunde                            | Breg               |

## Župniki
V zadnjih petdesetih letih so Župnijo Breznica upravljali p. Konštantin Urankar (1970-1971), dr. Janez Ambrožič (1971-1974), Jože Klun (1974-2003), Ciril Berglez (2003-2011), Marjan Lampret (2011-2021), Marko Senica (2021-2022) in Gašper Mauko (2022- ).